# Nel fantastico mondo di Oz
Nel fantastico mondo di Oz (Return to Oz) è un film del 1985 diretto da Walter Murch.
La pellicola è un seguito non ufficiale del celeberrimo film Il mago di Oz, diretto da Victor Fleming e prodotto dalla MGM nel 1939, ed è basato sui romanzi di L. Frank Baum Il meraviglioso paese di Oz (1904) e Ozma, regina di Oz (1907). Il film ha ottenuto una candidatura all'Oscar per i migliori effetti speciali.

## Trama
Sono passati sei mesi dagli avvenimenti de Il Mago di Oz, e Dorothy Gale è malinconica per il fatto che continui a non fare altro che sognare la sua magica avventura, e che lo Zio Henry e la Zia Emma non le credano. Preoccupati dal pensiero che la nipote abbia problemi mentali, i due decidono di portarla dal Dottor Worley, specializzato in cure con l'uso dell'elettroterapia. Prima di essere portata via, Dorothy scopre, grazie alla sua gallina Billina, una misteriosa chiave, che crede sia stata spedita dai suoi amici di Oz attraverso una stella cadente.
Prima che il Dottor Worley esegua la cura sulla protagonista, i suoi macchinari si guastano per colpa del black out causato dal violento temporale. Mentre l'uomo e la sua assistente, l'acida infermiera Wilson, controllano il generatore, Dorothy viene liberata e portata via da una misteriosa ragazza dai capelli biondi, inseguite però dalla donna. Le due, perdendosi nella confusione del temporale, cadono in un fiume e mentre la ragazza misteriosa scompare sott'acqua, Dorothy si salva entrando in una cassetta di legno.
Naviga tutta la notte e quando si sveglia, si ritrova con Billina nel Deserto della Morte, che circonda Oz. La gallina ora sa parlare e Dorothy si ricorda come uscire dal deserto, senza perdere la vita, in quanto ogni cosa vivente che tocchi il deserto viene trasformata in sabbia. Esce dal deserto saltando su dei sassi e arriva in un prato, dove coglie dei frutti da un albero delle merende. Dopo mangiato, Dorothy e Billina si inoltrano nel bosco e trovano la vecchia casa, portata via dal ciclone. In seguito, Dorothy scopre con orrore il Sentiero dei Mattoni Gialli in rovina e percorrendolo di corsa con Billina, ritrova la Città di Smeraldo, grigia, deserta, in gran parte distrutta e con gli abitanti pietrificati, inclusi l'Uomo di latta e il Leone codardo.
Dorothy e Billina vengono attaccate dai Ruotanti, terrificanti uomini sghignazzanti con ruote al posto delle mani e dei piedi, ma si salvano rinchiudendosi in una stanza segreta aperta con la misteriosa chiave trovata in Kansas. Nella stanza scoprono Tik-Tok, un basso androide ricaricabile con manovelle meccaniche, nonché unico membro dell'esercito della Città di Smeraldo. L'androide, dopo essere stato ricaricato, giura solenne servizio a Dorothy, spiegando che lo Spaventapasseri lo aveva messo nella stanza nell'attesa che lei arrivasse. Tik-Tok protegge Dorothy e Billina dai Ruotanti e cattura il loro capo, il quale spiega che Oz è stato conquistato dal Re degli Gnomi (mostruose creature di roccia, che hanno come unico punto debole le uova di gallina), che ha rapito lo Spaventapasseri e distrutto la Città di Smeraldo insieme alla principessa Mombi, la sua servitrice.
Il trio si reca così nel palazzo di quest'ultima, che ricorda molto l'infermiera Wilson, capace di scambiare la sua testa con una della sua grottesca collezione. Dorothy e Billina vengono imprigionate da Mombi, mentre Tik-Tok, all'ultimo istante, si scarica. Nella sala dov'è rinchiusa, Dorothy e Billina fanno conoscenza con Jack testa di Zucca, un grosso fantoccio fatto di rami, stracci e con una zucca di Halloween come testa. Il fantoccio racconta di essere stato costruito da una bambina molto simile a Dorothy, e di essere vivo grazie alla "Polvere della vita", che si può trovare nella teca dove è custodita la testa originale di Mombi. Usciti grazie a Jack, Dorothy ricarica Tik-Tok e, rubando della Polvere della vita, anima un mobile alato costruito da Jack e dall'androide, con il busto parlante di un Gump (animale verde simile a un alce), con il quale il gruppo vola via da Mombi e dai Ruotanti, dirigendosi verso la montagna del Re degli Gnomi.
Arrivati con un atterraggio di fortuna, il gruppo entra nella dimora del Re degli Gnomi (dopo aver nascosto Billina nella testa di Jack per non essere scoperta dal sovrano), che dimostra di avere le Scarpette di Rubino, perse da Dorothy nel suo ritorno a casa dall'avventura precedente, con le quali ha conquistato Oz e si è ripreso (considerandoli di sua proprietà) gli smeraldi della Città di Smeraldo e che successivamente promette a Dorothy di liberare lo Spaventapasseri (trasformato in un soprammobile) se prima supereranno una prova: a turno, con tre possibilità, dovranno entrare in un'enorme sala piena di soprammobili, e tentare di trovare e ritrasformare lo Spaventapasseri toccando un soprammobile e gridando "Oz!". In caso di fallimento, il perdente si sarebbe trasformato a sua volta in un soprammobile.
Uno alla volta, gli amici di Dorothy falliscono, rimanendo nella sala, mentre il Re diventa via via sempre più umano (e simile al Dottor Worley). Al turno di Dorothy, il Re degli Gnomi le offre di riportarla a casa, ma lei rifiuta. Dorothy scopre casualmente che i soprammobili di colore verde sono quelli nei quali sono tramutati i suoi amici, e così riesce a far ritornare normali lo Spaventapasseri, Jack e gli altri. Furioso per essere stato battuto, il Re degli Gnomi imprigiona Mombi in una cella magica per i suoi fallimenti e diventa gigantesco, con l'intenzione di attaccare il gruppo. Il Re degli Gnomi prende Jack per mangiarselo in un sol boccone, ma Billina, nascosta nella testa del fantoccio per tutto il tempo, si spaventa deponendo un uovo che cade dritto nella bocca del Re, il quale muore (assieme ai suoi sudditi) collassando perché vulnerabile alle uova di gallina. Mentre la montagna inizia a crollare, Dorothy si riprende le Scarpette di Rubino dai resti del Re degli Gnomi ed esprime il desiderio che tutto torni normale nella Città di Smeraldo e in tutto il regno di Oz.
Durante la celebrazione per le gesta di Dorothy e dei suoi nuovi amici, quest'ultima scorge nello specchio la misteriosa ragazza bionda che l'aveva aiutata a fuggire dalla clinica del Dottor Worley, che si rivela essere Ozma, la vera regnante di Oz. La ragazza era stata imprigionata nello specchio dalla strega Mombi. La regina però infine lo perdona, poiché Dorothy con le sue scarpette di rubino l'ha privata di tutti i suoi poteri e che ormai non può più nuocere.
Dopo essere salita nel suo trono e con le Scarpe di Rubino ai piedi, Ozma promette a Dorothy che può tornare a Oz ogni volta che vorrà e la rispedisce nel Kansas dopo un saluto accorato con tutti quanti.
Tornata in Kansas, Dorothy viene raggiunta dalla Zia Emma, la quale la informa che la clinica di Worley è stata colpita da un fulmine durante il temporale, il dottore è morto nel seguente incendio, mentre la Wilson-Mombi è stata arrestata. Tornata felice nella sua fattoria, Dorothy trova nello specchio della sua camera Ozma e Billina. Avendo visto l'infermiera Wilson-Mombi e l'apparizione della ragazza e della gallina, Dorothy comprende che le sue fantastiche avventure a Oz non sono ancora finite.

## Produzione
Il film è stato prodotto dalla Walt Disney Pictures senza la collaborazione della MGM, o della Warner Bros., lo studio che al momento detiene i diritti sul film del 1939. Comunque, non fu necessario chiedere nessun permesso, in quanto nel 1985 tutti i libri su cui il film è basato erano ormai dominio pubblico. Una forte somma fu pagata, tuttavia, per usare le scarpette rosse, il cui design è ancora proprietà della Time Warner.
La sceneggiatura del film si basa sul secondo e sul terzo romanzo di L. Frank Baum, Il meraviglioso paese di Oz e Ozma, regina di Oz, entrambi seguiti de Il meraviglioso mago di Oz.
I produttori inizialmente rimasero insoddisfatti della lentezza della lavorazione. Murch fu licenziato. George Lucas, suo amico e collega, dovette intervenire personalmente garantendo allo studio che avrebbe svolto il ruolo di produttore esecutivo o addirittura di regista in caso di problemi. Murch ebbe quindi la possibilità di tornare alla regia e concludere le riprese. Alla fine dei titoli di coda appare uno speciale ringraziamento a George Lucas.

## Colonna sonora
La colonna sonora del film è stata affidata al compositore e scrittore musicale David Shire, noto anche per le numerose colonne sonore Tv, musical teatrali e per molti film tra i quali La febbre del sabato sera. Tutta la sequenza musicale dal Tema di Dorothy alla Rag March della scena finale sono accompagnate dalla London Symphony Orchestra. Nonostante sia privo brani cantati, la composizione musicale del film è stata definita "un'avventura musicale, che ti trascina passo passo dalle lontane e desolate terre del Kansas alla cupa Città di Smeraldo fino all'oscura terra degli gnomi".
La registrazione della colonna sonora iniziò nel 1984, anno in cui venne scelto il cast. Shire modificò in corso d'opera alcuni brani perché ritenne opportuno attribuire una caratteristica ben delineata a tutti i personaggi e alle scene del film in cui la musica fa da padrona. L'album è stato per la prima volta in formato LP nel 1985 dalla Sonic Atmosfere. Nel 1989 è stato ristampato in CD dalla Bay Cities. Nel 2015 ne è infine stata distribuita una nuova versione in doppio CD dalla Intrada con la colonna sonora completa dei brani fino ad allora inediti.

## Distribuzione
Il film venne distribuito negli Stati Uniti il 21 giugno 1985 e in Italia il 26 ottobre dello stesso anno.

### Edizione italiana
Il doppiaggio italiano del film è stato diretto da Renato Izzo, Gruppo Trenta.

### Edizioni home video
In home video, in Italia, il film è stato pubblicato in formato VHS da Walt Disney Home Video nel 1986. Il DVD invece è uscito nel 2013 per la collana Disney Family Classics. Il DVD è privo di contenuti speciali e contiene solamente un menù diretto alle scene del film, senza nemmeno la scelta di lingua e sottotitoli.

## Accoglienza
Il film non incassò molto al botteghino e ricevette recensioni molto diverse da tutta la critica ma è comunque divenuto un "film di culto" per molti adulti e bambini ed ha guadagnato molto con la vendita e il noleggio delle VHS e dei DVD.

## Opere derivate
- La scrittrice Joan D. Vinge ha tratto un romanzo dalla sceneggiatura del film. Nonostante alcune piccole differenze (tra cui l'aggiunta dei pensieri di alcuni personaggi ed ulteriori dialoghi e scene non presenti nel film), il testo rimane molto fedele alla sceneggiatura del lungometraggio.

## Riconoscimenti
1986 – Premio Oscar
- Nomination Migliori effetti speciali a Will Vinton, Ian Wingrove, Zoran Perisic e Michael Lloyd